# Madré
Madré és un municipi francès situat al departament de Mayenne i a la regió de País del Loira. L'any 2007 tenia 357 habitants.

## Demografia

### Població
El 2007 la població de fet de Madré era de 357 persones. Hi havia 144 famílies de les quals 40 eren unipersonals (32 homes vivint sols i 8 dones vivint soles), 52 parelles sense fills, 44 parelles amb fills i 8 famílies monoparentals amb fills.
La població ha evolucionat segons el següent gràfic:
Habitants censats

### Habitatges
El 2007 hi havia 261 habitatges, 162 eren l'habitatge principal de la família, 63 eren segones residències i 36 estaven desocupats. 228 eren cases i 31 eren apartaments. Dels 162 habitatges principals, 118 estaven ocupats pels seus propietaris, 41 estaven llogats i ocupats pels llogaters i 3 estaven cedits a títol gratuït; 16 tenien una cambra, 8 en tenien dues, 32 en tenien tres, 42 en tenien quatre i 64 en tenien cinc o més. 118 habitatges disposaven pel capbaix d'una plaça de pàrquing. A 83 habitatges hi havia un automòbil i a 68 n'hi havia dos o més.

### Piràmide de població
La piràmide de població per edats i sexe el 2009 era:
| Homes | Edats   | Dones |
| ----- | ------- | ----- |
| 0     | 95 o +  | 0     |
| 0     | 90 a 94 | 0     |
| 0     | 85 a 89 | 8     |
| 0     | 80 a 84 | 4     |
| 4     | 75 a 79 | 12    |
| 4     | 70 a 74 | 20    |
| 12    | 65 a 69 | 16    |
| 16    | 60 a 64 | 8     |
| 12    | 55 a 59 | 8     |
| 20    | 50 a 54 | 16    |
| 8     | 45 a 49 | 12    |
| 8     | 40 a 44 | 4     |
| 16    | 35 a 39 | 12    |
| 12    | 30 a 34 | 4     |
| 12    | 25 a 29 | 12    |
| 16    | 20 a 24 | 8     |
| 12    | 15 a 19 | 8     |
| 4     | 10 a 14 | 8     |
| 12    | 5 a 9   | 0     |
| 8     | 0 a 4   | 8     |

## Economia
El 2007 la població en edat de treballar era de 217 persones, 129 eren actives i 88 eren inactives. De les 129 persones actives 124 estaven ocupades (76 homes i 48 dones) i 5 estaven aturades (1 home i 4 dones). De les 88 persones inactives 38 estaven jubilades, 6 estaven estudiant i 44 estaven classificades com a «altres inactius».

### Ingressos
El 2009 a Madré hi havia 153 unitats fiscals que integraven 325 persones, la mediana anual d'ingressos fiscals per persona era de 15.339 €.

### Activitats econòmiques
Dels 14 establiments que hi havia el 2007, 1 era d'una empresa alimentària, 1 d'una empresa de fabricació d'altres productes industrials, 5 d'empreses de construcció, 1 d'una empresa de comerç i reparació d'automòbils, 2 d'empreses d'hostatgeria i restauració, 1 d'una empresa d'informació i comunicació i 3 d'empreses de serveis.
Dels 7 establiments de servei als particulars que hi havia el 2009, 1 era una funerària, 1 taller de reparació d'automòbils i de material agrícola, 1 paleta, 3 fusteries i 1 lampisteria.
Dels 2 establiments comercials que hi havia el 2009, 1 era una fleca i 1 una carnisseria.
L'any 2000 a Madré hi havia 43 explotacions agrícoles que ocupaven un total de 1.298 hectàrees.

## Poblacions més properes
El següent diagrama mostra les poblacions més properes.